# Маруноучі

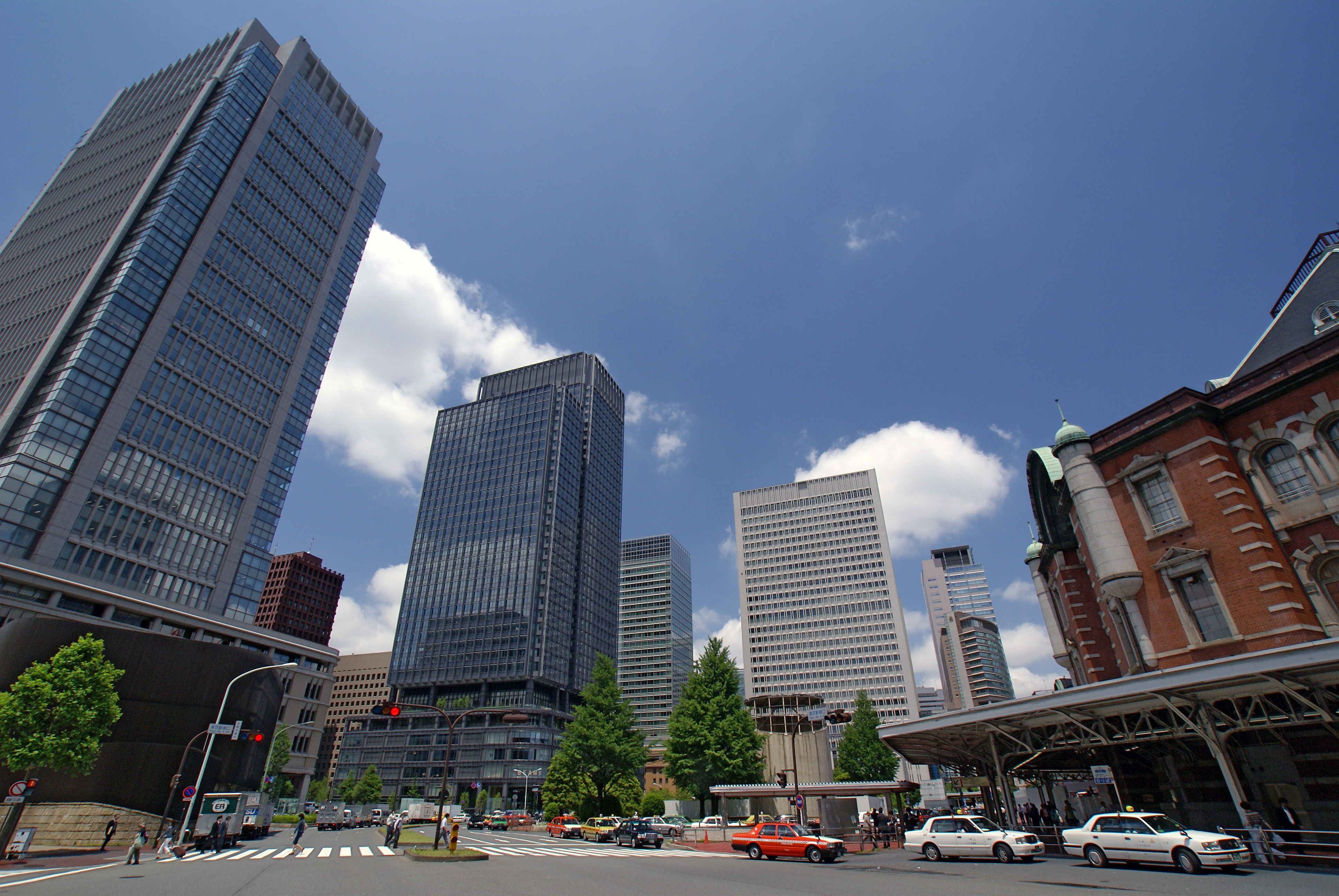
Маруноучі.

Маруноу́чі (яп. 丸の内, まるのうち; англ. Marunouchi) — місцевість в Японії, в столиці Токіо. Розташована в східній частині центру Токіо, в районі Чійода, на схід від Токійського імператорського палацу. Один з столичних осередків бізнесу. Входить до осердя Токіо, разом із місцевостями Ніхонбаші, Ґіндза, Оте, Юраку, Касуміґасекі, Наґата, Хібія. Протягом 17 — 19 століття займав територію зовнішнього двору замку Едо (маруноуті), в якому розташовувалися садиби регіональних володарів. В місцевості розташовані Токійський вокзал, хмарочоси Мару й Шін-Мару.